# DARIA BEST
DARIA BEST(ダリア・ベスト)はFEEL SO BADの3枚目のベスト・アルバム。

## 内容
活動再開第1弾リリース作品はベストアルバムで、初回盤のみ2枚組という形式になっている。

## 収録曲

### DISC1
1. 有酸素運動
作詞・作曲:川島だりあ
2. 未来はきっと眩しいワ
作詞・作曲:川島だりあ・倉田冬樹
3. 夏の匂い
作詞・作曲:川島だりあ・倉田冬樹・大橋雅人
4. WATER BIRD〜RETURN OF W.B〜
作詞・作曲:川島だりあ・倉田冬樹
5. 顔で笑って心で泣け
作詞・作曲:川島だりあ・倉田冬樹
6. ハマッテシマッタ
作詞・作曲:川島だりあ・倉田冬樹
7. スライムになりたい
作詞・作曲:川島だりあ・倉田冬樹
8. 大好きQUEEN
作詞・作曲:川島だりあ・倉田冬樹
9. F.S.B.
作詞・作曲:川島だりあ・倉田冬樹
10. バリバリ最強No.1
作詞・作曲:川島だりあ・倉田冬樹
11. オタンコナス
作詞・作曲:川島だりあ・倉田冬樹
12. 夢たちのシンフォニー
作詞・作曲:川島だりあ・倉田冬樹
13. 我らは愚かなり主よ救えたまえ
作詞・作曲:川島だりあ・倉田冬樹
14. I HATE YOU〜奴らが嫌いだ〜
作詞・作曲:川島だりあ・倉田冬樹
15. ジェラスの海
作詞・作曲:川島だりあ・大橋雅人
16. FUKIN' 権力
作詞:川島だりあ、作曲:川島だりあ・倉田冬樹
17. FEEL SO NICE
作詞・作曲:FEEL SO BAD
18. よかった
作詞・作曲:FEEL SO BAD

### DISC2 (初回盤のみ)
1. 気の毒
作詞・作曲:FEEL SO BAD
2. モッシュ王国
作詞・作曲:川島だりあ・倉田冬樹
3. 世界一バチアタリ
作詞・作曲:川島だりあ・倉田冬樹
4. 6 BAR LOVE SONG
作詞・作曲:川島だりあ・倉田冬樹
5. ロマンス
作詞・作曲:大橋雅人
6. DREAMS
作詞・作曲:倉田冬樹
7. CAGE
作詞・作曲:倉田冬樹
8. 太陽の唄
作詞・作曲:川島だりあ・大橋雅人
9. 幸せのフライデーナイト
作詞・作曲:川島だりあ・大橋雅人
10. 聖者とペテン師
作詞・作曲:倉田冬樹
11. JEWEL
作詞・作曲:倉田冬樹
12. いじわるな真夏
作詞:大橋雅人・川島だりあ、作曲:川島だりあ
13. OVER THE TOP
作詞:川島だりあ、作曲:川島だりあ・倉田冬樹
14. KICK START MY HEART
作詞:川島だりあ、作曲:川島だりあ・倉田冬樹
15. F.S.B.Ⅱ
作詞:川島だりあ・大橋雅人、作曲:大橋雅人
16. 愛していた
作詞・作曲:川島だりあ
17. DABOS LEEF
作詞:川島だりあ・倉田冬樹